# National Association of Realtors

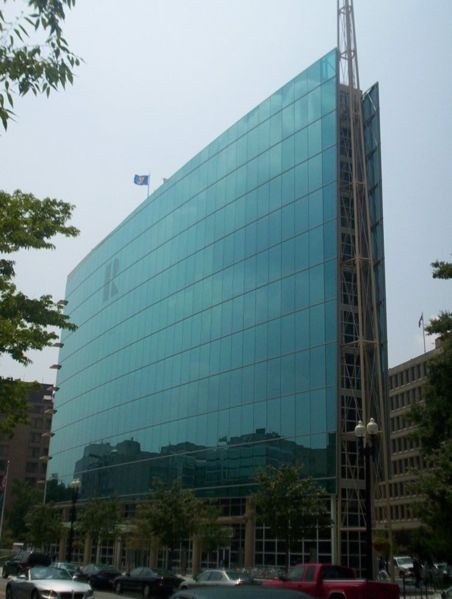
Siedziba NAR w Waszyngtonie

National Association of Realtors (NAR) – handlowa organizacja w Stanach Zjednoczonych skupiająca ponad milion członków zaangażowanych w obrót nieruchomościami. Istnieje od 1908 roku.

## Opis
Skupia prawników, rezydencyjnych i przemysłowych brokerów, sprzedawców, menedżerów nieruchomości, konsultantów, rzeczoznawców i inne osoby zaangażowane w gałąź ekonomii związaną z nieruchomościami. Zarządza MLS, poprzez który sprzedaje się 81% nieruchomości w USA. NAR zorganizowana jest w 1600 zarządów we wszystkich 54 stanach i terytoriach oraz instytuty: CRI, CISP, ASREC, CRE®, CIREI, CCIM, IREM, AMO®, ARM®, CMP®, RLI, ALC®, RNMI®, CRB®, C RS®, SIOR®, P.R.E, WCR, LTG. Instytuty wydają certyfikaty w specjalistycznych "obszarach" handlu nieruchomościami. NAR jest politycznie wpływową organizacją, posiada największe PAC (lobby polityczne) – 51% Republikanów i 49% Demokratów. Pośrednicy obrotu nieruchomościami muszą być licencjonowani przez stanowe oddziały podległe pod FTC. Posiadanie licencji stanowej nie jest równoznaczne przynależnością do NAR.
Popularne słowo "realtor" powinno być pisane REALTOR®, gdyż jest to znak handlowy NAR. REALTOR to aktywny członek NAR, zaprzysiężony do przestrzegania etycznego standardu zawartego w Code of Ethics and Standards of Practice. By zostać pełnoprawnym członkiem NAR, należy posiadać licencję prawno-handlową i należeć do lokalnego oddziału NAR. Istnieje także forma afiliowanego i zbiorczego członkostwa.
NAR jest popularna wśród Polonii jako jedna z najbardziej dochodowych specjalizacji.
Konkurencyjna organizacja to NAREB, ARELLO.